# Hàrpina
Hàrpina (grec antic: Ἅρπινα) era una antiga ciutat del districte de la Pisàtida, a l'Èlida, situada a la riba dreta del riu Alfeu a la via que anava a Herea. Es trobava a 20 estadis de l'hipòdrom d'Olímpia.
Es deia que la ciutat va ser fundada per Enòmau, fill d'Ares, que li va posar el nom de la seva mare la nimfa Harpinna, una de les filles del déu-riu Asop. Pausànias va veure les ruïnes de la ciutat. Hàrpina estava situada vora un rierol anomenat Parteni segons Estrabó, Harpinat segons Pausànias. Les ruïnes de la ciutat s'alcen sobre una carena una mica cap al nord de la vila de Miráka, actualment anomenat Archaia Pisa, on hi ha dos petits rierols a banda i banda de la carena; l'oriental sembla ser el Parteni i l'occidental l'Harpinat.